# Bochra Belhaj Hmida

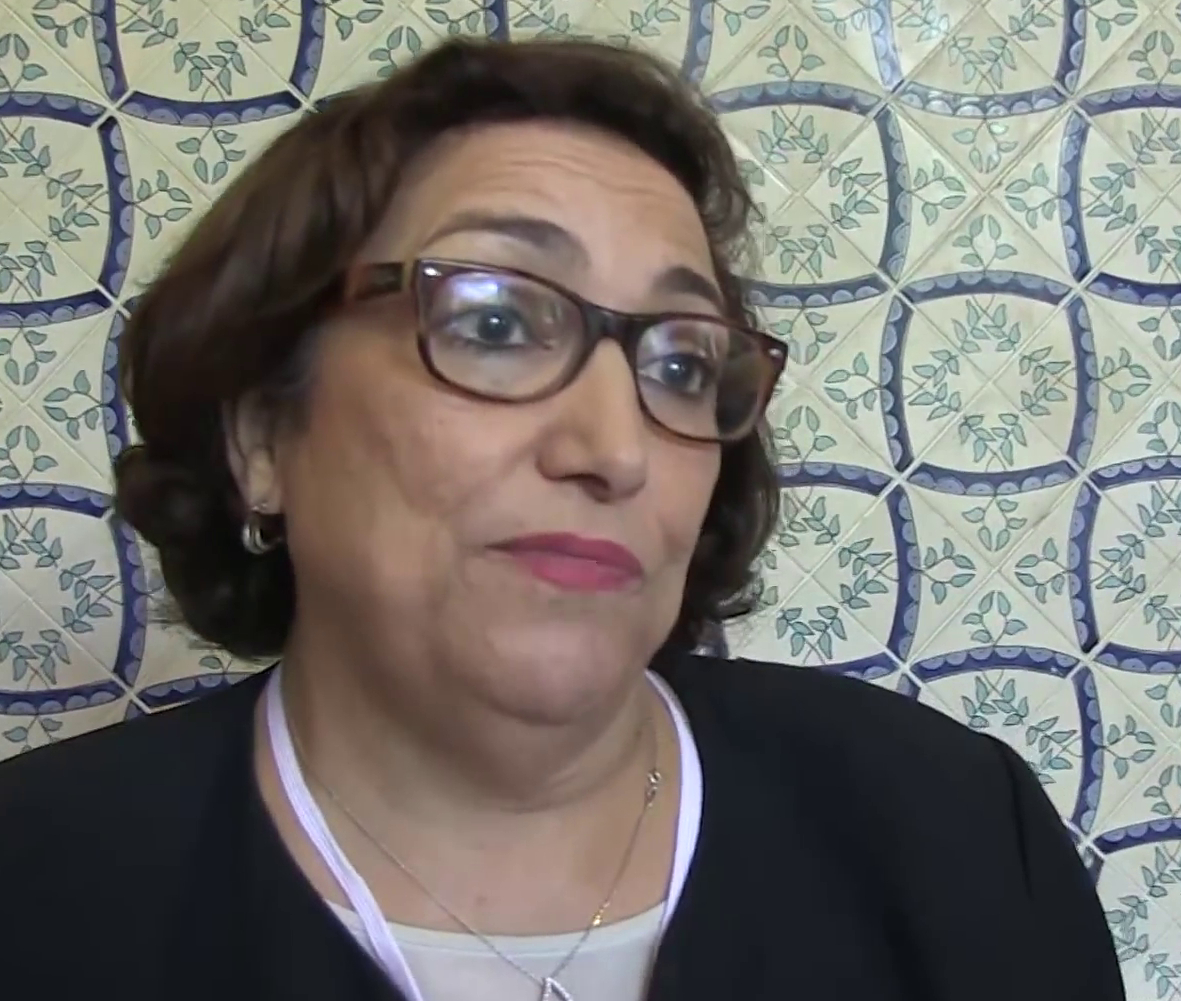
Bochra Belhaj Hmida (ngày 2 tháng 12 năm 2014)

Bochra Belhaj Hmida (tiếng Ả Rập: بشرى بلحاج حميدة), được sinh ra tại Zaghouan. bà là một luật sư và chính trị gia người Tunisia.

## Tiểu sử
Bochra Belhaj Hmida có bằng tốt nghiệp Luật. Năm 1989, bà đồng sáng lập Hiệp hội Phụ nữ Tunisia Dân chủ (Hiệp hội tunisienne des femmes démocrates - ATFD)  và là chủ tịch của tổ chức từ năm 1994 đến 1998.
Năm 2012, bà đại diện, với tư cách là một luật sư, một phụ nữ trẻ sống sót sau khi bị cảnh sát cưỡng hiếp. Chính quyền Ennahda, theo bà, chịu trách nhiệm về mặt đạo đức và chính trị.
Bà tham gia diễn đàn Dân chủ cho công việc và các quyền tự do (Forum démocratique pour le travail et les Libertés) vào năm 2011. Sau đó, bà tham gia cuộc bầu cử Quốc hội với tư cách là người lãnh đạo danh sách cử tri của thành phố Zaghouan, nhưng bà không được bầu.
Bochra Belhaj Hmida, kể từ tháng 9 năm 2012, thành viên của ủy ban điều hành của phong trào Nidaa Tounes. Bà đã được bầu tại Đại hội đại biểu nhân dân với tư cách là đại diện của khu vực bầu cử thứ hai của Tunis, trong cuộc bầu cử lập pháp tháng 10 năm 2014. Bà tiếp tục, trong nhiệm kỳ bầu cử này, để kêu gọi tiến hóa quyền phụ nữ ở Tunisia.
Bochra Belhaj Hmida cũng là chủ tịch của Ủy ban Tự do và Bình đẳng Cá nhân (Ủy ban des Libertés individuelles et de l'égalité - Colibe) do Tổng thống Tunisia Béji Caïd Essebsi khởi xướng vào ngày 13 tháng 8 năm 2017. Nó nhằm xây dựng một báo cáo về cải cách lập pháp cho cá nhân tự do và bình đẳng, theo yêu cầu của Hiến pháp 2014 và các chuẩn mực quốc tế về quyền con người.
Là chủ tịch của ủy ban này, Bochra Belhaj Hmida dẫn đầu một đề xuất cải cách di sản giữa nam và nữ, tạo ra một cuộc bút chiến dữ dội ở Tunisia. Thảo luận của nó được lập trình cho năm 2019.
Vào ngày 13 tháng 8 năm 2018, Bochra Belhaj Hmida nổi bật với phù hiệu của Tư lệnh Cộng hòa Tunisia (Ordre de la République tunisienne), bởi Tổng thống Tunisia, trong Ngày Phụ nữ Quốc gia. Vào ngày 27 tháng 9 năm 2018, bà nhận được một giải thưởng từ Tổ chức Liên minh Hy vọng Toàn cầu. bà cũng được báo chí Tunisia đặt tên là chính trị gia của năm 2018.